# Olimpíada d'escacs de 1988

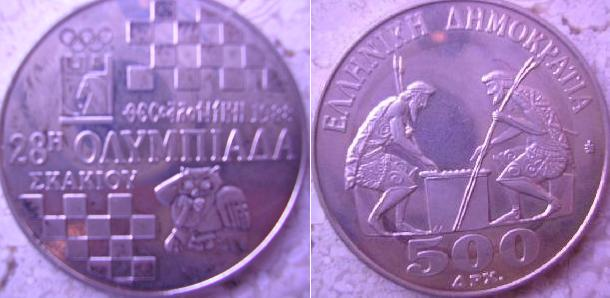
Moneda de 500 dracmes amb el logotip de l'olimpíada.

L'Olimpíada d'escacs de 1988 fou un torneig d'escacs per equips nacionals que se celebrà entre el 12 de novembre i el 30 de novembre de 1988 a Tessalònica, Grècia (al mateix lloc que quatre anys abans). Va ser la vint-i-vuitena edició oficial de les Olimpíades d'escacs, i va incloure tant una competició absoluta com una de femenina.

## Torneig obert
Al torneig open hi participaren 107 països (Grècia, com a seu, n'inscrigué dos, mentre que Xile, que estava inscrit, no arribà a jugar) amb equips de sis jugadors com a mínim, quatre de titulars i dos de suplents; en total els jugadors participants foren 616. Com en els anys precedents, el torneig es disputà per sistema suís, a 14 rondes.
El torneig va ser guanyat fàcilment per la Unió Soviètica, guiada per en Garri Kaspàrov i n'Anatoli Kàrpov (ambdós varen obtenir la medalla d'or individual al millor jugador al primer tauler i al segon tauler, respectivament, a més a més de la medalla d'or i la d'argent a la classificació per millor performance Elo). L'URSS, que va situar-se al cap de la classificació després de la quarta ronda, no va perdre cap matx contra els altres equips. Suècia, després de dues victòries per 3-1 contra Dinamarca i Hongria, es va situar en segon lloc a la setena ronda, lluitant per emparellar-se amb els soviètics, però una derrota contra Anglaterra la va fer descendir a la classificació. La lluita per la medalla d'argent va implicar, a banda dels anglesos, els Estats Units, els Països Baixos i Hongria.

### Resultats per equips
| Pos.              | Equip           | Jugadors | Elo  | Punts |
| ----------------- | --------------- | --- | ---- | ----- |
| Medalla d'or      | Unió Soviètica  | GM Garri Kaspàrov, GM Anatoli Kàrpov, GM Artur Iussúpov, GM Aleksandr Beliavski, GM Jaan Ehlvest, GM Vasil Ivantxuk             | 2694 | 40,5  |
| Medalla de plata  | Anglaterra      | GM Nigel Short, GM Jonathan Speelman, GM John Nunn, GM Murray Chandler, GM Jonathan Mestel, William Watson                      | 2635 | 34,5  |
| Medalla de bronze | Països Baixos   | GM John Van der Wiel, GM Guennadi Sossonko, MI Paul Van der Sterren, GM Jeroen Piket, Marinus Kuijf, Rudy Douven                | 2513 | 34,5  |
| 4                 | Estats Units    | GM Yasser Seirawan, GM Borís Gulko, GM Joel Benjamin, GM Larry Christiansen, GM Sergey Kudrin, GM Nick De Firmian               | 2580 | 34    |
| 5                 | Hongria         | GM Lajos Portisch, GM Zoltán Ribli, GM Gyula Sax, GM József Pintér, GM András Adorján, GM István Csom                           | 2604 | 34    |
| 6                 | Iugoslàvia      | GM Ljubomir Ljubojević, GM Predrag Nikolić, GM Petar Popović, GM Dragoljub Velimirović, GM Ivan Sokolov, GM Vlatko Kovačevi     | 2574 | 33,5  |
| 7                 | Filipines       | GM Eugenio Torre, MI Rico Mascariñas, MI Ruben Rodríguez, Antonio Rogeilo jr, Eric Gloria, Rogelio Barcenilla                   | 2435 | 33    |
| 8                 | R.P. de la Xina | Xu Jun, MI Ye Jiangchuan, Wang Zili, Lin Ta, Ye Rongguang, Tan Chengxuan                                                        | 2441 | 33    |
| 9                 | Cuba            | GM Jesús Nogueiras, GM Amador Rodríguez, GM Guillermo García, Juan Borges Mateos, MI Reynaldo Vera González, GM Román Hernández | 2540 | 33    |
| 10                | Argentina       | MI Daniel Hugo Campora, GM Oscar Panno, MF Gerardo Barbero, MI Jorge Alberto Rubinetti, MF Pablo Ricardi, MI Jorge Gómez Baillo | 2486 | 33    |

### Resultats individuals

#### MillorperformanceElo
|                   | Jugador           | País           | Tauler | Punts | Partides | Elo inicial | Performance |
| ----------------- | ----------------- | -------------- | ------ | ----- | -------- | ----------- | ----------- |
| Medalla d'or      | GM Garri Kaspàrov | Unió Soviètica | 1      | 8,5   | 10       | 2760        | 2877        |
| Medalla de plata  | GM Anatoli Kàrpov | Unió Soviètica | 2      | 8     | 10       | 2725        | 2800        |
| Medalla de bronze | GM Lajos Portisch | Hongria        | 1      | 8,5   | 11       | 2630        | 2767        |

#### Primer tauler
|                   | Jugador           | País           | Punts | Partides | Percentatge |
| ----------------- | ----------------- | -------------- | ----- | -------- | ----------- |
| Medalla d'or      | GM Garri Kaspàrov | Unió Soviètica | 8,5   | 10       | 85          |
| Medalla de plata  | GM Lajos Portisch | Hongria        | 8,5   | 11       | 77,3        |
| Medalla de bronze | MF Suat Atalık    | Turquia        | 7,5   | 10       | 75          |

#### Segon tauler
|                   | Jugador             | País                     | Punts | Partides | Percentatge |
| ----------------- | ------------------- | ------------------------ | ----- | -------- | ----------- |
| Medalla d'or      | GM Anatoli Kàrpov   | Unió Soviètica           | 8     | 10       | 80          |
| Medalla de plata  | MI António Palacios | Veneçuela                | 7     | 9        | 77,8        |
| Medalla de bronze | Mike Senkiewicz     | Illes Verges Britàniques | 9     | 12       | 75          |
| Medalla de bronze | MI Mirza Shahzad    | Illes Verges Britàniques | 9     | 12       | 75          |

#### Tercer tauler
|                   | Jugador           | País                 | Punts | Partides | Percentatge |
| ----------------- | ----------------- | -------------------- | ----- | -------- | ----------- |
| Medalla d'or      | Rodrigo Reyes     | Guatemala            | 7,5   | 10       | 75          |
| Medalla de plata  | GM John Nunn      | Anglaterra           | 8,5   | 12       | 70,8        |
| Medalla de bronze | Gustavo Hernández | República Dominicana | 9     | 13       | 69,2        |
| Medalla de bronze | MI Mihail Marin   | Romania              | 9     | 13       | 69,2        |
| Medalla de bronze | Glaszlo Tapaszto  | Veneçuela            | 9     | 13       | 69,2        |

#### Quart tauler
|                   | Jugador               | País      | Punts | Partides | Percentatge |
| ----------------- | --------------------- | --------- | ----- | -------- | ----------- |
| Medalla d'or      | MF Suchart Chaivichit | Tailàndia | 8     | 9        | 88,9        |
| Medalla de plata  | Gorgui Gueye          | Senegal   | 9,5   | 12       | 79,2        |
| Medalla de bronze | Husein Battikhi       | Jordània  | 7     | 9        | 77,8        |
| Medalla de bronze | MF Ronald Weemaes     | Bèlgica   | 7     | 9        | 77,8        |

#### Cinquè tauler (primer suplent)
|                   | Jugador             | País                  | Punts | Partides | Percentatge |
| ----------------- | ------------------- | --------------------- | ----- | -------- | ----------- |
| Medalla d'or      | MI Ennio Arlandi    | Itàlia                | 5,5   | 7        | 78,6        |
| Medalla d'or      | Eduardo Vásquez     | El Salvador           | 5,5   | 7        | 78,6        |
| Medalla de bronze | Najib Mohamed Saleh | Emirats Àrabs Units   | 10,5  | 14       | 75          |
| Medalla de bronze | Renato Cappello     | Antilles Neerlandeses | 6     | 8        | 75          |

#### Sisè tauler (segon suplent)
|                   | Jugador               | País       | Punts | Partides | Percentatge |
| ----------------- | --------------------- | ---------- | ----- | -------- | ----------- |
| Medalla d'or      | MF Tahmidur Rahman    | Bangladesh | 6     | 7        | 85,7        |
| Medalla d'or      | MI Jorge Gómez Baillo | Argentina  | 6     | 7        | 85,7        |
| Medalla de bronze | Costas Perdikis       | Xipre      | 6,5   | 8        | 81,3        |

## Torneig femení
Al torneig femení hi participaren 56 equips (dos dels quals eren grecs), per un total de 221 jugadores (quatre per equip, tres de titulars i una de suplent). Com el torneig open, també el femení es disputà per sistema suís, a 14 rondes.
El torneig fou dominat per Hongria i la Unió Soviètica, que van ocupar el primer i segon lloc des de la primera ronda, tot mantenint un marge d'al menys un parell de punts sobre la resta d'equips. L'encontre directe el van vèncer les hongareses a la cinquena ronda per 2-1, tot i que les dues esquadres es van anar intercanviant el primer lloc de la classificació al llarg de les rondes, mantenint una diferència de no més de mig punt l'una sobre l'altra, fins a arribar empatades a la darrera ronda, a la qual es programaren els enfrontaments Hongria-Suècia i URSS-Països Baixos. L'or fou per les hongareses mercès a la seva victòria per 2-1, mentre les soviètiques no aconseguien més que un empat 1,5-1,5. Fou el primer cop que (amb l'excepció de l'Olimpíada de 1976, on no hi participaren) les soviètiques no assolien la medalla d'or.
La medalla de bronze fou per a Iugoslàvia, que va mantenir el tercer lloc en solitari durant la major part del torneig, defensant-lo de les escomeses de la Xina.

### Resultats per equips
| Pos.              | Equip           | Jugadores                                                                                   | Elo  | Punts |
| ----------------- | --------------- | ------------------------------------------------------------------------------------------- | ---- | ----- |
| Medalla d'or      | Hongria         | Zsuzsa Polgár, Judit Polgár, MIF Ildikó Mádl, Zsófia Polgár                                 | 2400 | 33    |
| Medalla de plata  | Unió Soviètica  | GMF Maia Txiburdanidze, GMF Elena Akhmilovskaya, GMF Irina Levítina, Marta Litinskaya       | 2455 | 32,5  |
| Medalla de bronze | Iugoslàvia      | MFF Alisa Marić, MIF Gordana Marković, MIF Suzana Maksimović, Vesna Bašagić                 | 2300 | 28    |
| 4                 | R.P. de la Xina | GMF Liu Shilan, Xie Jun, Peng Zhaoqin, Wang Miao                                            | 1962 | 27    |
| 5                 | Bulgària        | GMF Margarita Voiska, MIF Pavlina Angelova, MIF Stefka Savova, Evgenia Peicheva             | 2275 | 24    |
| 6                 | Romania         | GMF Margareta Mureşan, MIF Gabriela Olăraşu, GMF Elisabeta Polihroniade, Cristina Bădulescu | 2267 | 24    |
| 7                 | Grècia          | Marina Makropoulou, MIF Eva Kondou, Aspasia Giaidzi, Anna-Maria Botsari                     | 2207 | 24    |
| 8                 | Cuba            | MIF Asela De Armas, MIF Zirka Frometa, MIF Vivian Ramón Pita, Maritza Arribas Robaina       | 2170 | 24    |
| 9                 | Estats Units    | Anna Akhsharumova, MIF Diane Savereide, Inna Izrailov, Dolly Teasley                        | 2278 | 23,5  |
| 10                | Països Baixos   | Jessica Harmsen, GMF Alexandra Van der Mije, MFF Heleen De Greef, Mariëtte Drewes           | 2203 | 23,5  |

### Resultats individuals

#### MillorperformanceElo
|                   | Jugadora         | País    | Tauler | Punts | Partides | Elo inicial | Performance |
| ----------------- | ---------------- | ------- | ------ | ----- | -------- | ----------- | ----------- |
| Medalla d'or      | Judit Polgár     | Hongria | 2      | 12,5  | 13       | 2365        | 2699        |
| Medalla de plata  | GMF Pia Cramling | Suècia  | 1      | 12,5  | 14       | 2425        | 2566        |
| Medalla de bronze | Zsuzsa Polgár    | Hongria | 1      | 10,5  | 14       | 2490        | 2497        |

#### Primer tauler
|                   | Jugadora               | País    | Punts | Partides | Percentatge |
| ----------------- | ---------------------- | ------- | ----- | -------- | ----------- |
| Medalla d'or      | GMF Pia Cramling       | Suècia  | 12,5  | 14       | 89,3        |
| Medalla de plata  | GMF Tatjana Lematschko | Suïssa  | 9,5   | 12       | 79,2        |
| Medalla de bronze | Zsuzsa Polgár          | Hongria | 10,5  | 14       | 75          |

#### Segon tauler
|                   | Jugadora                | País           | Punts | Partides | Percentatge |
| ----------------- | ----------------------- | -------------- | ----- | -------- | ----------- |
| Medalla d'or      | Judit Polgár            | Hongria        | 12,5  | 13       | 96,2        |
| Medalla de plata  | GMF Elena Akhmilovskaya | Unió Soviètica | 8,5   | 9        | 94,4        |
| Medalla de bronze | Mairéad O'Siochru       | Irlanda        | 8,5   | 11       | 77,3        |

#### Tercer tauler
|                   | Jugadora      | País            | Punts | Partides | Percentatge |
| ----------------- | ------------- | --------------- | ----- | -------- | ----------- |
| Medalla d'or      | Maria Horvath | Àustria         | 9     | 12       | 75          |
| Medalla d'or      | Peng Zhaoqin  | R.P. de la Xina | 10,5  | 14       | 75          |
| Medalla de bronze | Emeh Etowoko  | Nigèria         | 9,5   | 13       | 73,1        |

#### Quart tauler (suplent)
|                   | Jugadora         | País           | Punts | Partides | Percentatge |
| ----------------- | ---------------- | -------------- | ----- | -------- | ----------- |
| Medalla d'or      | Y. Begum         | Bangladesh     | 6,5   | 8        | 81,3        |
| Medalla de plata  | Marta Litinskaya | Unió Soviètica | 9,5   | 12       | 79,2        |
| Medalla de bronze | Vesna Bašagić    | Iugoslàvia     | 7     | 9        | 77,8        |

## Participants
Varen participar en ambdós torneigs:
- Antilles Neerlandeses
- Argentina
- Austràlia
- Àustria
- Bangladesh
- Barbados
- Bèlgica
- Brasil
- Bulgària
- Canadà
- R.P. de la Xina
- Colòmbia
- Txecoslovàquia
- Cuba
- Dinamarca
- Filipines
- Finlàndia
- França
- Gal·les
- RFA
- Jamaica
- Grècia
- Índia
- Indonèsia
- Anglaterra
- Irlanda
- Illes Verges Americanes
- Israel
- Itàlia
- Iugoslàvia
- Líban
- Malàisia
- Malta
- Mèxic
- Països Baixos
- Nigèria
- Noruega
- Nova Zelanda
- Polònia
- Portugal
- Puerto Rico
- República Dominicana
- Romania
- Escòcia
- Seychelles
- Espanya
- Suècia
- Estats Units
- Suïssa
- Turquia
- Unió Soviètica
- Hongria
- Uruguai
- Veneçuela
- Zimbàbue

Participaren només al torneig open:
- Albània
- Algèria
- Andorra
- Angola
- Bahames
- Bermudes
- Bolívia
- Botswana
- Brunei
- Costa Rica
- Xipre
- Egipte
- El Salvador
- Emirats Àrabs Units
- Fiji
- Guernsey-Jersey[10]
- RDA
- Japó
- Jordània
- Guatemala
- Haití
- Hong Kong
- Hondures
- Islàndia
- Illes Fèroe
- Illes Verges Britàniques
- Kenya
- Líbia
- Liechtenstein
- Luxemburg
- Mali
- Marroc
- Mauritània
- Mònaco
- Maurici
- Pakistan
- Palestina
- Panamà
- Paraguai
- Perú
- Qatar
- Senegal
- Singapur
- San Marino
- Sudan
- Surinam
- Síria
- Tailàndia
- Uganda
- Iemen del Nord
- Zàmbia